# 김태현 (2005년)
김태현(2005년 11월 16일 ~ )은 KBO 리그 롯데 자이언츠의 투수이다.

## 롯데 자이언츠시절
2025년에 입단하였다. 2025년 8월 15일 삼성 라이온즈와의 경기에 출전하며 데뷔 첫 경기를 치렀고, 경기에서 2이닝 2실점(1자책) 2탈삼진을 기록했다.

## 출신 학교
- 광주서림초등학교
- 광주진흥중학교
- 광주제일고등학교